# Lèmur forcat pàl·lid
El lèmur forcat pàl·lid (Phaner pallescens) és un lèmur de la família dels quirogalèids, endèmic de Madagascar, on se'l pot trobar a la regió de Soalala al nord, fins al riu Fiherenana. Fins al 1991 se'l considerà una subespècie del lèmur forcat de Masoala, però en fou separat juntament amb altres dues espècies i li fou atorgat la categoria d'espècie.